# Theis Christiansen
Theis Christiansen (* 15. Juni 1984) ist ein dänischer Badmintonspieler. 

## Karriere
Theis Christiansen siegte bei den Strasbourg International 2007, den Iceland International 2009 sowie bei den Cyprus International 2011. Bei den Iceland International 2007 belegte er Rang drei ebenso wie bei den Croatian International 2013. National gewann er bei den dänischen Titelkämpfen 2011 Silber und 2013 Bronze.